# Audax Rio de Janeiro EC
Audax Rio de Janeiro EC is een Braziliaanse voetbalclub uit Saquarema, in de staat Rio de Janeiro, de club staat bekend onder de verkorte naam Audax Rio.

## Geschiedenis
De club werd opgericht in 2005 als Sendas EC. De club speelde aanvankelijk in Rio de Janeiro. De club debuteerde in 2007 in de derde klasse van het Campeonato Carioca en werd meteen kampioen. In 2010 won de club de Copa Rio in de finale van Bangu, uit de eerste klasse en plaatste zich zo voor de nationale Série D 2011. De club speelde in 2011 nog in de competitie onder de naam Sendas, maar nam aan de Série D deel met de nieuwe naam Audax Rio en verhuisde naar São João de Meriti.
In 2012 werd de club vicekampioen achter Quissamã en promoveerde zo voor het eerst naar de hoogste klasse. In het eerste seizoen eindigde de club op een knappe zevende plaats, wat een goede prestatie was gezien het aantal topclubs uit Rio de Janeiro, dat aan de competitie deelnam. Een jaar later volgde een degradatie. In 2017 verzamelde de club over de reguliere fase gezien het meeste aantal punten, maar kon zich in de eindronde niet doorzetten voor de promotie. In 2018 won de club wel het tweede toernooi en plaatste zich nu voor de laatste fase, maar verloor daar van Americano. 
In 2020 verhuisde de club naar Miguel Pereira. De club eindigde op de negende plaats wat door de competitieherstructurering betekende dat het zou degraderen, maar doordat Goyatacaz drie strafpunten kreeg ontsprong Audax de dans en bleef in de tweede klasse. In 2021 plaatste de club zich voor de tweede fase van het eerste toernooi en werd daar verslagen door Americano. Echter was Americano geplaatst voor de tweede fase doordat Friburguense strafpunten gekregen had. Friburguense trok echter naar de rechtbank, waar zij gelijk kregen. De eindronde werd herspeeld en Audax won van Friburguense en in de finale ook van Artsul. In het tweede toernooi verloor de club de finale van Gonçalense. Beide clubs bekampten elkaar voor de algemene titel en deze keer won Audax wel waardoor ze opnieuw promoveerden. In 2024 verhuisde de club naar Saquarema.